# Palazzo Sambiase

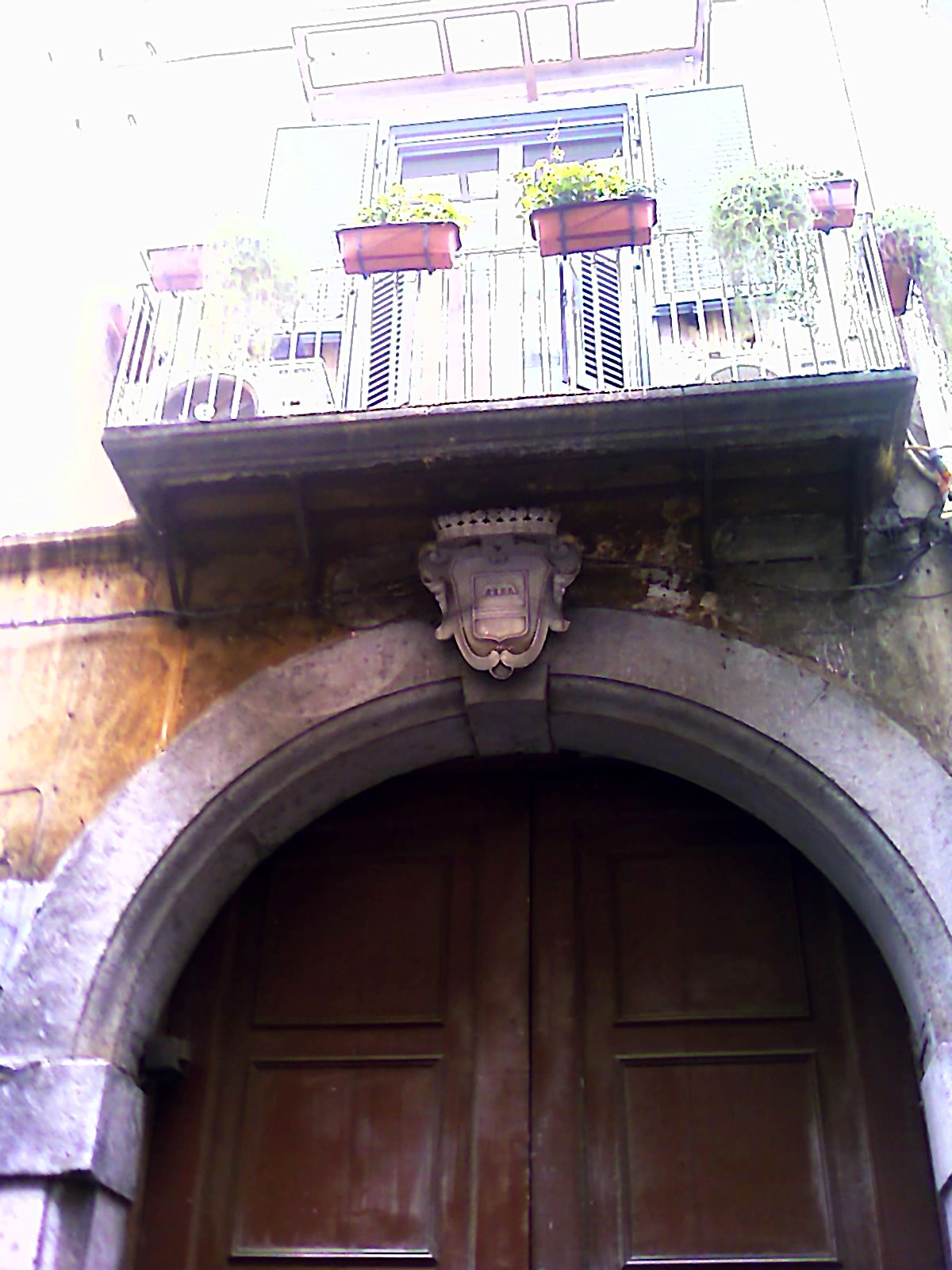
Portal des Palazzo Sambiase in Neapel, mit Familienwappen

Der Palazzo Sambiase, auch Palazzo Sambiase Sanseverino, ist ein Palast aus dem 19. Jahrhundert im Viertel Chiaia in Neapel in der italienischen Region Kampanien. Er liegt in der Via della Cavallerizza.

## Geschichte
Das Gebäude wurde im 19. Jahrhundert für die Familie Sambiase errichtet. Im 20. Jahrhundert wurden daran etliche Veränderungen und Überarbeitungen vorgenommen. Heute ist es ein Mietshaus.

## Beschreibung
Die Fassade ist typisch für das 19. Jahrhundert. Das Eingangsportal ist aus Lavagestein gefertigt und auf dem Schlussstein befindet sich eine Wappen der Eigentümerfamilie.